# Bulbophyllum rajanum
Bulbophyllum rajanum là một loài phong lan thuộc chi Bulbophyllum.